# Jean-Jacques Birgé

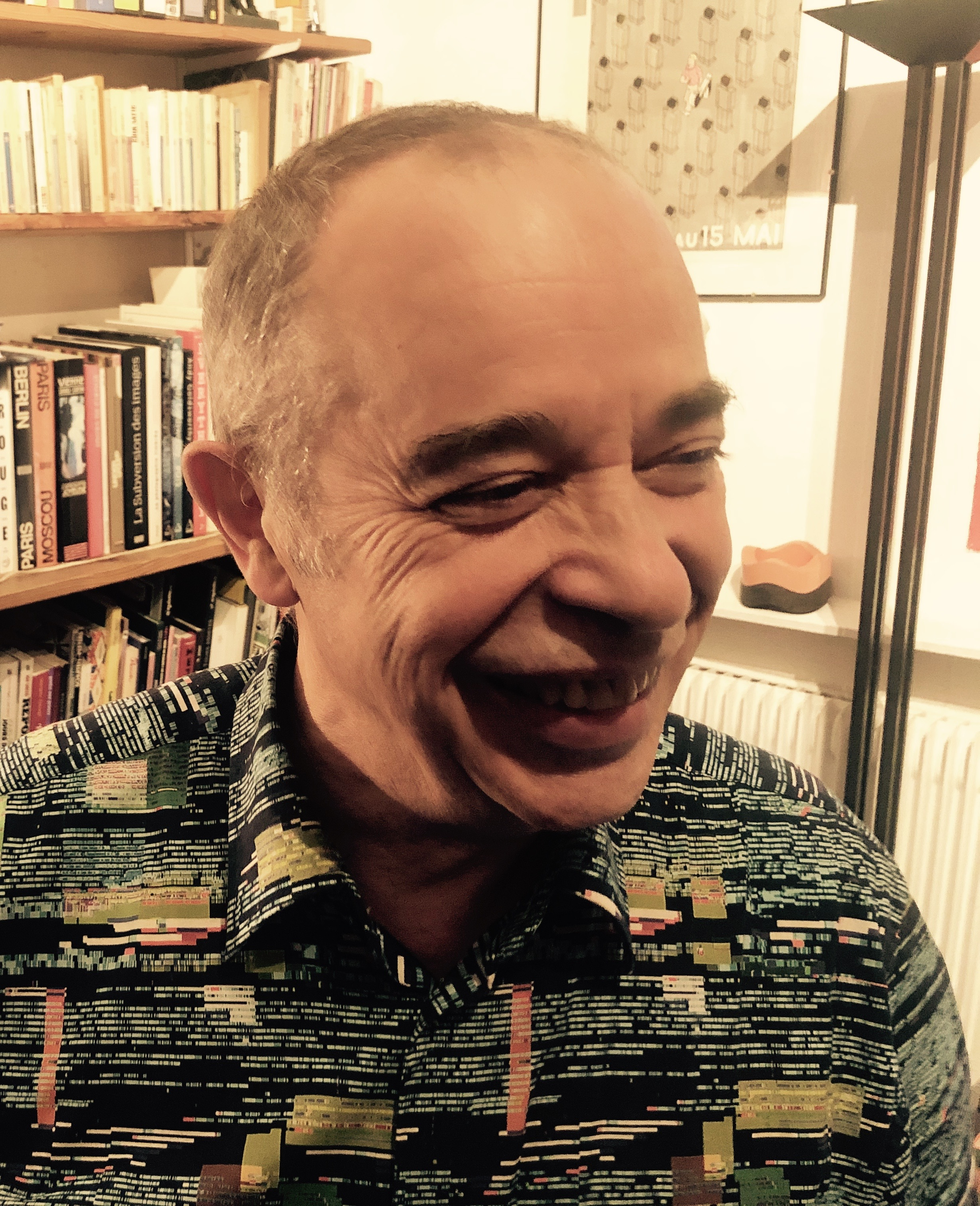
Jean-Jacques Birgé (2021)

Jean-Jacques Birgé (* 5. November 1952 in Paris) ist ein französischer Komponist, Sound-Designer, Multiinstrumentalist, Blogger und Musikproduzent.

## Leben und Werk
Jean-Jacques Birgé besuchte das Lycée Claude Bernard in Paris. Zusammen mit seinem Mitschüler, dem Gitarristen Francis Gorgé, gründete er 1970 eine Rockgruppe und veranstaltete erste Konzerte in seiner Schule. Nach dem Baccalauréat studierte er am Pariser Institut des hautes études cinématographiques (IDHEC).
1974 schuf Birgé, der damals im Wesentlichen Synthesizer (ARP 2600) spielte, gemeinsam mit Gorgé frei improvisierte Popmusik. Ihr Album Avant Toute  wurde jedoch damals nicht veröffentlicht, sondern bildete die Basis für die LP Defense de, die 1975 in Kooperation mit Gorgé und Shiroc (Percussion) erschien und das Feld zwischen Prog-Rock, Free-Jazz und den Bestrebungen der Groupe de recherches musicales erkundete. Das Trio wurde in einzelnen Nummern durch Antoine Duvernet (Saxophon) und Jean-Louis Bucchi (Piano) ergänzt. Im folgenden Jahr spielten sie als Trio eine Reihe von Konzerten, gelegentlich auch mit Gilles Rollet als zweitem Percussionisten. Im selben Jahr gründete Birgé die Produktionsfirma GGGR Studio, die das Album veröffentlichte.
GRRR, Mitglied der Allumés du Jazz, ein Interessenverband unabhängiger französischer Jazz-Labels, produzierte alle folgenden Alben und CDs Birgés. 2003 brachte das Label Mio ein Album mit einer CD von Defense De und 11 DVDs der Juni-Sessions und Live-Konzerte 1975 bis 1976, sowie eine DVD mit Birgés Experimentalfilm  La Nuit du Phoque heraus. Der surrealistische Kurzfilm (41 Minuten) wurde von Jean-Jacques Birgé und Bernard Mollerat während ihres Filmstudiums am Institut des hautes études cinématographiques gedreht. 2013 wurde das Album von Fauni Gena wieder aufgelegt.
1976 gründete Birgé zusammen mit Bernard Vitet, einer der Schlüsselfiguren des französischen Free-Jazz der frühen 1970er Jahre und mit Francis Gorgé das Ensemble Un drame musical instantané. Im Rahmen ihrer mehr als zwanzig Album-Produktionen arbeiteten sie zusammen mit Künstlern wie Brigitte Fontaine, Henri Texier, Didier Malherbe, Steve Argüelles, Dee Dee Bridgewater und dem Balanescu Quartet.
Die Gruppe führte in Frankreich die sogenannten Ciné-concerts ein. In dieser Zeit wurden in Frankreich Stummfilme nicht mehr, wie in ihrer Entstehungszeit, mit einem Pianisten oder einem Orchester als Begleitung, sondern stumm aufgeführt. In ihrem Repertoire hatten sie 24 Stummfilme, darunter Das Cabinet des Dr. Caligari von Robert Wiene, Der dreiflügelige Spiegel und Der Untergang des Hauses Usher  von Jean Epstein, Die Passion der Jungfrau von Orléans von Carl Theodor Dreyer, Der Mann mit der Kamera von Dziga Vertov oder Das Geld von Marcel L’Herbier. Als sich diese Methode in der Kino-Szene allgemein durchsetzte, gaben sie ihre Ciné-Concerts auf.

### Klang- und Videoinstallationen
Seit 1989 produzierte Birgé Multimedia-Shows und Soundinstallationen in Museen, zu öffentlichen Events, Choreographien und Soundinstallationen von Feuerwerken und zur Eröffnung von Ausstellungen unterschiedlichster Art sowie Video-Shows auf Giant Screens.
1996 wurde die in Kooperation mit Bernard Vitet entstandene CD Dialogues d’ Alain Monvoisin – Il était une fois la fête foraine veröffentlicht. Sie ist entstanden im Zusammenhang mit der Ausstellung »Il était une fois la fête foraine, 1850–1950« über die Geschichte des Jahrmarkts in der Grande Halle de La Villette in Paris 1995/1996.
2002 wurde die Tanzshow »Somnambules«, eine Videoinstallation von Bergé, Nicolas Clauss (* 1968) und Didier Silhol (* 1948), auf dem Centre Pompidou Flash Festival mit dem Special Award (Show: Interactive Dance) ausgezeichnet. 2003 wurde »Somnambules« auf das Japan Media Arts Festival eingeladen und anschließend in Korea gezeigt, wo es mit dem Special Jury Prize des Seoul Film and Net Festival ausgezeichnet wurde, und 2004 ebenfalls im Ars Electronica Center in Linz gezeigt. »Somnambules« ist eine interaktive Klang- und Tanzhow, bei der die Bewegungen einer Tänzerin in gezeichnete Elemente eingebettet sind, die ebenso wie der Sound durch Einwirkungen der Museumsbesucher verändert werden können.
2013/14 wurde im Vitra Design Museum im Rahmen der Ausstellung »Lightopia« die Lichtinstallation La Filature. Eine Oper mit 100 Roboterhasen gezeigt, mit einer komplexen Choreografie aus Musik, Licht und Bewegung, komponiert von Antoine Schmitt (* 1961) und Jean-Jacques Birgé.
Für die computergenerierte 3D-Lichtinstallation »Omni-Vermille« (2020) von Anne-Sarah Le Meur (* 1968) im ZKM Karlsruhe, die auf Echtzeitbildern basiert, komponierte Birgé den Sound. Der programmierte Code lässt Lichtpunkte auf dunklem Hintergrund oszillieren, Farben bewegen sich dynamisch oder sanft über die Projektionsfläche. Begleitet wird das Farbenspiel von der stereophonen Soundkomposition Birgés. „Die Klänge folgen den Formen der Farben, nur um sich im nächsten Moment wieder davon abzuheben: das Miteinander von Ton und Bild ergibt sich allein aus den Gesetzen der zufälligen Gleichzeitigkeit.“
»Perspectives for the 22nd Century« (2020) ist eine Komposition bestehend aus Klängen und Geräuschen der Umwelt und des Alltags, aus Musikstücken für verschiedene Ensembles und Solisten sowie Field Recordings. Die Komposition ist im Auftrag des Musée d’ethnographie de Genève (MEG) entstanden. Integriert in die Musik sind Tondokumente des Museums, darunter 31 Stücke, die der Musikethnologe Constantin Brăiloiu auf Schellackplatten aufgenommen hat. Ergänzt wird das Werk durch Kompositionen von Birgé für akustische und elektronische Instrumente. Birgé selbst spielt hier eine Reihe von Instrumenten aus seiner inzwischen mehr als 200 Objekte umfassenden Sammlung. Birgé nennt sein Werk „a kind of Hörspiel, while being inspired by the tradition of symphonic poems“.

## Diskografie (Auswahl)
- 1975: Jean-Jacques Birgé, Francis Gorgé, Shiroc: Défense de, LP; Studio GRRR
- 1983:Jean-Jacques Birge, Bernard Vitet und Francis Gorgé: Les Bons Contes Font les Bons Amis; Neuauflage 2022 – remastered als Digipack-CD mit Bonusmaterial
- 1996: Jean-Jacques Birgé, Bernard Vitet, Michel Houellebecq:  Etablissement D’un Ciel d’Alternance; Studio GRRR
- 2020: Perspectives for the 22nd Century; CD; MEG-AIMP, Mental Groove Records
- 2020: Pique-nique au labo – mit 28 Musikern (Vincent Ségal, Jean-François Vrod, Antonin-Tri Hoang, Hasse Poulsen, Médéric Collignon, Alexandra Grimal, Edward Perraud...)
- 2022: Fictions (Ouch!), 2022, mit Lionel Martin
- 2023: Pique-nique au labo 3 (GRRR) – mit 20 Musikern (Sophie Agnel, Hélène Breschand, Élise Caron, François Corneloup, Philippe Deschepper, David Fenech, Fidel Fourneyron, Naïssam Jalal, Violaine Lochu, Lionel Martin...)